# Enontekis
Enontekis (finska: Enontekiö, nordsamiska: Eanodat, enaresamiska: Iänudâh) är en kommun i Lappland i Finland. Kommunen gränsar i väster till Kiruna kommun i Sverige, i norr till Storfjords, Kåfjords och Nordreisa kommuner i Norge, i öster till Kautokeino kommun i Norge och Enare kommun i Finland samt i söder till de finländska kommunerna Muonio och Kittilä. Enontekis har 1 789 invånare (2021) och har en yta på 8 391,35 kvadratkilometer.
Enontekis omfattar den Lapska armen (även kallad Finska armen) i landets nordvästra hörn. Finlands högsta punkt ligger i norra Enontekis på Haldefjäll. Centralort i kommunen är Enontekis kyrkoby (Hetta) som också utgör kommunens enda tätort. Den 31 december 2015 hade Enontekis kyrkoby 553 invånare och Enontekis kommun hade då en tätortsgrad på 39,3 %.
Enontekis ingår i samernas hembygdsområde, varför nordsamiska är ett officiellt språk i kommunen. Finska är majoritetsspråk medan nordsamiska talas av cirka tio procent av kommunens invånare.

## Historia
Enontekis bröts ut ur Övertorneå socken 1602 i samband med att en kyrk- och marknadsplats anlades i Markkina på den norra sidan av Könkämäälven strax väster om Karesuando.
Från Enontekis avskildes sedan Jukkasjärvi socken (först kallat Simojärvi) 1606 samt Utsjoki och Kautokeino kommuner 1673. (Kautokeino ligger numera i Norge, men fram till Strömstadstraktaten 1751 var ingen gräns dragen, och både Sverige och Danmark-Norge gjorde anspråk på området).
Genom freden i Fredrikshamn 1809 kom Enontekis att delas i nordväst-sydostlig riktning längs med Könkämäälven och Muonioälven. Återstoden av Enontekis socken på den finländska sidan behöll sitt namn och fick samma gränser som den nuvarande kommunen. Finländska Enontekis församling bildades 1812 som kapellförsamling (kapellet beläget i Palojoensuu) under Muonio församling och blev självständig församling och eget pastorat 1916. Den svenska delen bildade en ny socken, som kallades ömsom Enontekis, ömsom Karesuando. Det senare namnet fastställdes 1907. Karesuando landskommun upphörde 1971.
På den finska sidan tillkom 1865 ett kapell i Hetta som sedermera blev huvudort i Enontekis. Nuvarande kyrka byggdes 1952.
Ett område med 28 invånare överfördes 1 januari 1974 från Enontekis kommun till Muonio kommun .

## Geografi

### Klimat
Inlandsklimat råder i trakten. Årsmedeltemperaturen i trakten är −4 °C. Den varmaste månaden är juli, då medeltemperaturen är 14 °C, och den kallaste är december, med −16 °C.

### Byar
- Hetta
- Iitto
- Jatuni
- Karesuvanto
- Kalmakaltio
- Kelottijärvi, se Kelottijärvi
- Ketomella
- Kilpisjärvi
- Kultima
- Kuttanen
- Kyrö
- Leppäjärvi
- Markkina
- Maunu, se Maunu, Sverige
- Muotkajärvi
- Nartteli
- Nunnanen
- Näkkälä
- Palojoensuu
- Palojärvi, Finland, se Palojärvi
- Peltovuoma

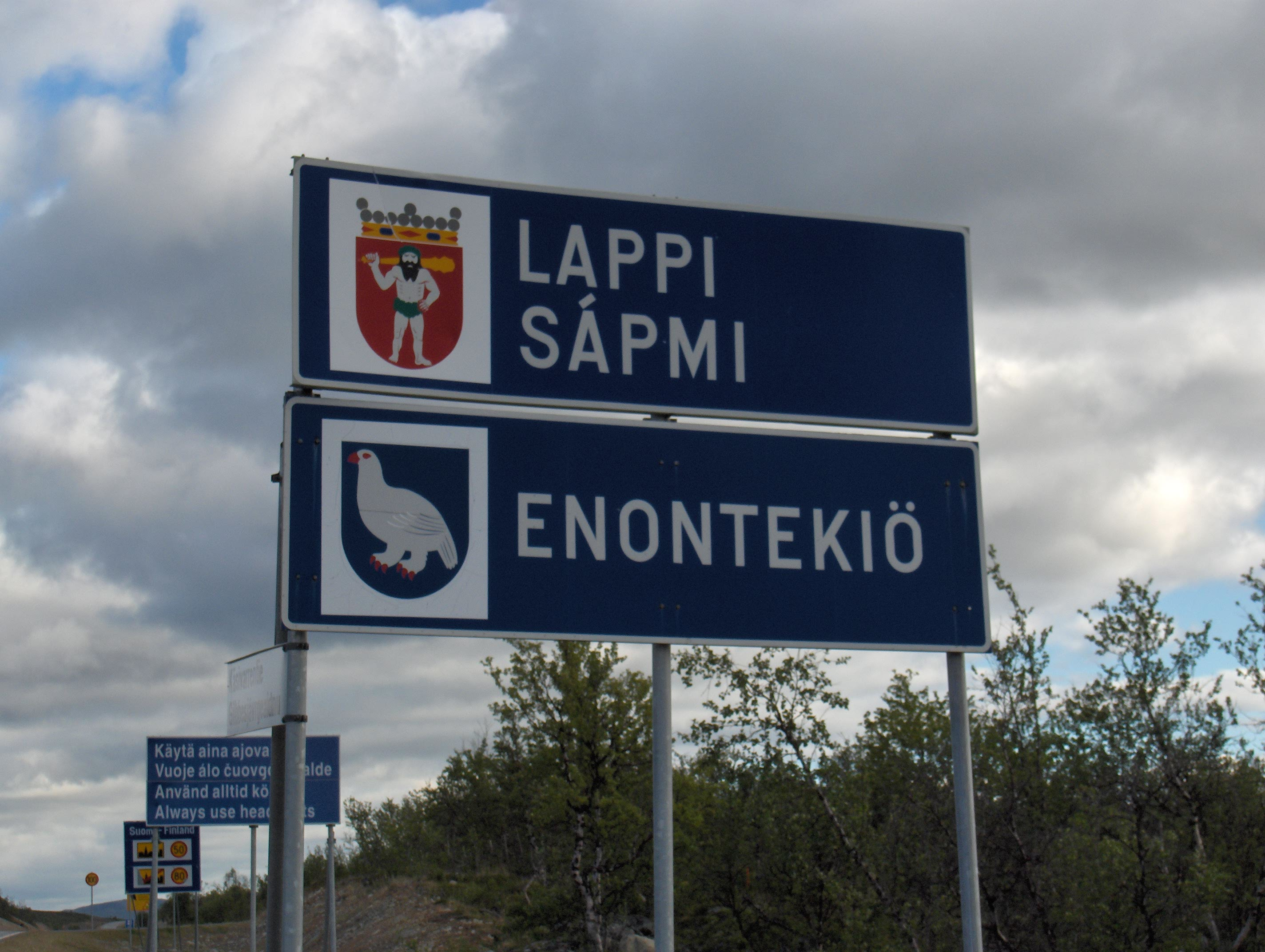
Kommunskylt vid Kilpisjärvi, vid infarten till kommunen på E8 från Norge över gränsen till Finland. Den övre skylten är tvåspråkig, med finsk text överst och nordsamisk text underst för det finländska Lappland.

- Beattet/Pättikkä (ort i Enontekis, Finland), se Pättikkä (Beattetguoika/Pättikkäkoski)
- Raittijärvi, se Raittijärvi
- Ropinsalmi
- Suonttajärvi, se Suonttajärvi
- Vuontisjärvi, se Vuontisjärvi och Vuontisjärvi
- Vähäniva, se Vähäniva

## Politik

### Mandatfördelning i Enontekis kommun, valen 1964–2021
Statistik över kommunalval i Finland finns tillgänglig för enskilda kommuner från valet 1964 och framåt. Publikationen över kommunalvalet 1968 var den första som redovisade komplett partitillhörighet.
| 2 | 15 |

| 4 | 4 | 9 |

| 2 | 1 | 1 | 11 | 2 |

| 2 | 1 | 2 | 11 | 2 | 3 |

| 1 | 1 | 2 | 13 | 1 | 3 |

| 17 | 4 |

| 1 | 1 | 2 | 12 | 5 |

| 16 | 5 |

| 2 | 3 | 12 | 4 |

| 15 | 6 |

| 1 | 1 | 3 | 13 | 3 |

| 14 | 7 |

| 1 | 1 | 3 | 16 |

| 15 | 6 |

| 1 | 1 | 2 | 13 | 2 | 2 |

| 20 |

| 2 | 3 | 13 | 1 | 2 |

| 13 | 8 |

| 2 | 1 | 2 | 10 | 2 |

| 8 | 9 |

| 2 | 3 | 9 | 1 | 2 |

| 7 | 10 |

| 1 | 2 | 9 | 1 | 4 |

| 8 | 9 |

| 2 | 7 | 1 | 3 | 1 | 3 |

| 8 | 9 |

### Valresultat i kommunalvalet 2017
| Parti                 | Parti                               | Röstfördelning | Röstfördelning | Röstfördelning | Röstfördelning | Mandatfördelning | Mandatfördelning |
| Parti                 | Parti                               | Antal          | Andel %        | Antal +−       | Andel % +−     | Antal            | +−               |
| --------------------- | ----------------------------------- | -------------- | -------------- | -------------- | -------------- | ---------------- | ---------------- |
|                       | Centern i Finland                   | 516            | 49,0           | −45            | −0,3           | 9                | 0                |
|                       | Samlingspartiet                     | 203            | 19,3           | +42            | +5,0           | 4                | +2               |
|                       | Johtti Sápmelaccat rs:n yhteislista | 166            | 15,8           | −34            | −1,8           | 2                | −1               |
|                       | Gröna förbundet                     | 93             | 8,8            | −23            | −1,4           | 1                | −1               |
|                       | Kristdemokraterna i Finland         | 75             | 7,1            | +19            | +2,2           | 1                | 0                |
|                       | Finlands Socialdemokratiska Parti*  | 0              | 0              | −22            | −1,9           | 0                | 0                |
|                       | Svenska folkpartiet i Finland*      | 0              | 0              | −20            | −1,8           | 0                | 0                |
| Giltiga röster totalt | Giltiga röster totalt               | 1 053          | 100,0          | —              | —              | 17               | —                |
| Ogiltiga röster       | Ogiltiga röster                     | 9              | 0,9            | —              | —              |                  |                  |
| Valdeltagande         | Valdeltagande                       | 1 062          | 66,4           | —              | −5,4           |                  |                  |
| Röstberättigade       | Röstberättigade                     | 1 599          | —              | —              | —              |                  |                  |

Källa:
Partier eller valmansföreningar med en asterisk (*) ställde inte upp med kandidater i valet. I valet ställde Samlingspartiet och Kristdemokraterna upp i ett valförbund.

## Demografi

### Befolkningsutveckling
| Befolkningsutvecklingen i Enontekis kommun 1880–2020                                                                                  | Befolkningsutvecklingen i Enontekis kommun 1880–2020 | Befolkningsutvecklingen i Enontekis kommun 1880–2020 | Befolkningsutvecklingen i Enontekis kommun 1880–2020 | Befolkningsutvecklingen i Enontekis kommun 1880–2020 |
| --- | ---------------------------------------------------- | ---------------------------------------------------- | ---------------------------------------------------- | ---------------------------------------------------- |
| |                                                      |                                                      |                                                      |                                                      |
| År |                                                      |                                                      | Folkmängd                                            |                                                      |
| 1880 | 1880                                                 |                                                      | 644                                                  |                                                      |
| 1890 | 1890                                                 |                                                      | 767                                                  |                                                      |
| 1900 | 1900                                                 |                                                      | 953                                                  |                                                      |
| 1910 | 1910                                                 |                                                      | 942                                                  |                                                      |
| 1920 | 1920                                                 |                                                      | 1 055                                                |                                                      |
| 1930 | 1930                                                 |                                                      | 1 182                                                |                                                      |
| 1940 | 1940                                                 |                                                      | 1 543                                                |                                                      |
| 1950 | 1950                                                 |                                                      | 2 033                                                |                                                      |
| 1960 | 1960                                                 |                                                      | 2 340                                                |                                                      |
| 1970 | 1970                                                 |                                                      | 2 336                                                |                                                      |
| 1975 | 1975                                                 |                                                      | 2 285                                                |                                                      |
| 1980 | 1980                                                 |                                                      | 2 286                                                |                                                      |
| 1985 | 1985                                                 |                                                      | 2 419                                                |                                                      |
| 1990 | 1990                                                 |                                                      | 2 472                                                |                                                      |
| 1995 | 1995                                                 |                                                      | 2 413                                                |                                                      |
| 2000 | 2000                                                 |                                                      | 2 145                                                |                                                      |
| 2005 | 2005                                                 |                                                      | 2 000                                                |                                                      |
| 2010 | 2010                                                 |                                                      | 1 876                                                |                                                      |
| 2015 | 2015                                                 |                                                      | 1 861                                                |                                                      |
| 2020 | 2020                                                 |                                                      | 1 808                                                |                                                      |
| Anm: För tidsserien 1975–2020 avser uppgifterna förhållandena den 31 december nämnda år enligt områdesindelningen den 1 januari 2022. |                                                      |                                                      |                                                      |                                                      |

### Språk
Befolkningen efter språk (modersmål) den 31 december 2022. Finska, svenska och samiska räknas som inhemska språk då de har officiell status i landet. Resten av språken räknas som främmande. För språk med färre än 10 talare är siffran dold av Statistikcentralen på grund av sekretesskäl.
| Språk                        | Talare 2022-12-31 | Talare 2022-12-31 |
| Språk                        | Antal             | Andel (%)         |
| ---------------------------- | ----------------- | ----------------- |
| Hela befolkningen            | 1 811             | 100,0             |
| Inhemska språk totalt        | 1 751             | 96,7              |
| Finska                       | 1 554             | 85,8              |
| Samiska                      | 182               | 10,0              |
| Svenska                      | 15                | 0,8               |
| Främmande språk totalt       | 60                | 3,3               |
| Engelska                     | 11                | 0,6               |
| Språk med färre än 10 talare | 49                | 2,7               |

|  | Finska (85,8 %) |

|  | Svenska (0,8 %) |

|  | Samiska (10,0 %) |

|  | Främmande språk (3,4 %) |

|  | Finska (85,8 %) |

|  | Svenska (0,8 %) |

|  | Samiska (10,0 %) |

|  | Främmande språk (3,4 %) |

## Sevärdheter
- fästningsområdet i Järämä
- hembygdsmuseet i Enontekis
- kyrkan i Enontekis

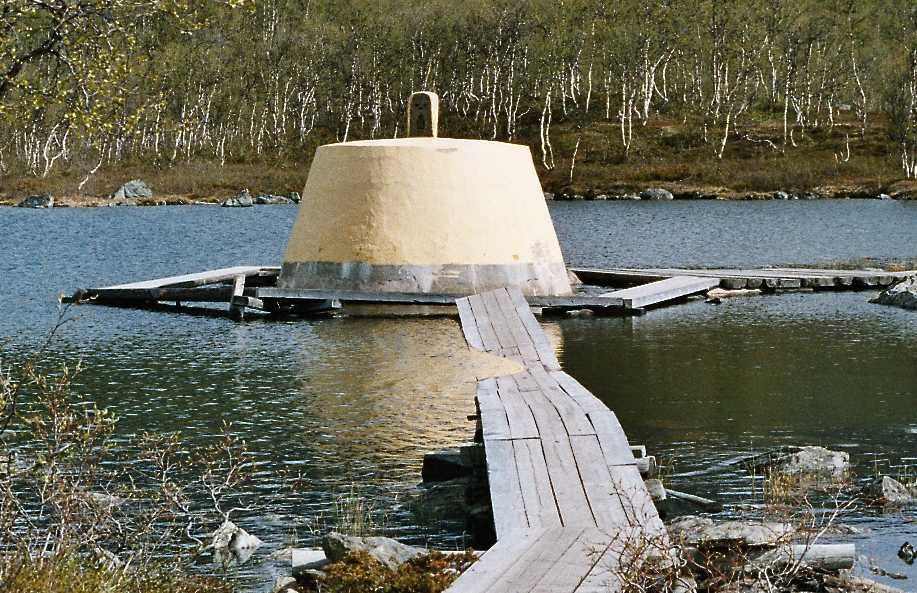
Treriksröset.

- Muotkatakka, den högsta punkten på finska vägnätet, 565 m ö.h.
- Jyppyrä utsiktsplats i Hetta
- fjället Saana
- Halditjocko (Halde fjäll)
- ödemarkerna i Lapska armen
- Pallas-Yllästunturi nationalpark
- Treriksröset